# Rottboellia paradoxa
Rottboellia paradoxa là một loài thực vật có hoa trong họ Hòa thảo. Loài này được de Koning & Sosef miêu tả khoa học đầu tiên năm 1986.